# Jacobsoniidae
Jacobsoniidae là một họ bọ cánh cứng. The larvae và adults live under bark, in plant litter, fungi, bat guano và rotten wood.

## Các loài
Họ này có khoảng 23 loài được phân loại vào 3 chi:
- Chi Sarothrias Grouvelle, 1918
  - Sarothrias amabilis Slipinski & Lobl, 1995
  - Sarothrias audax Slipinski & Lobl, 1995
  - Sarothrias bournei Slipinski, 1986
  - Sarothrias crowsoni Lobl & Burckhardt, 1988
  - Sarothrias dimerus (Heller, 1926)
  - Sarothrias eximius Grouvelle, 1918
  - Sarothrias fijianus Lobl & Burckhardt, 1988
  - Sarothrias hygrophilus Pal, 1998
  - Sarothrias indicus Dajoz, 1978
  - Sarothrias lawrencei Lobl & Burckhardt, 1988
  - Sarothrias morokanus Poggi, 1991
  - Sarothrias pacificus Slipinski & Lobl, 1995
  - Sarothrias papuanus Slipinski, 1986
  - Sarothrias sinicus Bi & Chen, 2015[3]
- Chi Saphophagus Sharp, 1886
  - Saphophagus minutus Sharp, 1886
- Chi Derolathrus Sharp, 1908
  - Derolathrus anophthalmus (Franz, 1969)
  - Derolathrus atomus Sharp, 1908
  - Derolathrus cavernicolus Peck, 2010[4]
  - Derolathrus ceylonicus (Sen Gupta, 1979)
  - Derolathrus insularis (Dajoz, 1973)
  - Derolathrus parvulus (Rucker, 1983)
  - Derolathrus sharpi Grouvelle, 1912
  - Derolathrus troglophilus (Sen Gupta, 1979)